# 1984 (álbum de Van Halen)
1984 (escrito como MCMLXXXIV en la carátula) es el sexto álbum de la banda de hard rock estadounidense Van Halen. 
Siendo uno de los álbumes más populares de la banda (en términos de ventas y ubicación en rankings), 1984 es el último álbum en el cual aparece David Lee Roth como vocalista, ya que luego dejaría la banda en la primavera del año siguiente tras las tensiones que iban en aumento entre él y Eddie Van Halen y Roth empezaba a estar más interesado en iniciar una carrera discografíca en solitario y convertirse en actor de cine.
Llegó al puesto número 2 en los rankings de álbumes de la revista Billboard (el número 1 de aquel entonces era Thriller de Michael Jackson), y contenía futuros éxitos como "Jump", "Panama", "I'll Wait", y "Hot for Teacher". "Jump" llegó al número 1 en los rankings de sencillos de la misma revista. Fue el primer álbum en ser grabado en el estudio ubicado en la casa de Eddie Van Halen, llamado 5150. Este sería el nombre de su próximo álbum.
Es el segundo de dos álbumes que han vendido 10 millones de copias en los Estados Unidos. "Jump" fue una de las canciones más exitosas del álbum y estuvo dentro de las 10 canciones más radiadas ese año. Como sencillo, vendió más de 3 millones de copias, convirtiéndola en una de las canciones de rock más populares de la década.
"Panama" fue el tercer sencillo del álbum en alcanzar el número 13 en los rankings de sencillos en junio de aquel año.

## Canciones

### Lado 1
- 1. "1984" - 1:07
- 2. "Jump" - 4:04
- 3. "Panama" - 3:32
- 4. "Top Jimmy" - 3:02
- 5. "Drop Dead Legs" - 4:14

### Lado 2
- 6. "Hot for Teacher" - 4:44
- 7. "I'll Wait" - 4:45
- 8. "Girl Gone Bad" - 4:35
- 9. "House of Pain" - 3:19

## Personal
- David Lee Roth: vocalista.
- Eddie Van Halen - guitarra, teclado.
- Michael Anthony: bajo.
- Alex Van Halen: batería, percusiones.

## Producción
- Productor: Ted Templeman
- Ingenieros: Ken Deane, Donn Landee
- Remasterización: Chris Bellman, Gregg Geller
- Coordinador de proyecto: Jo Motta
- Coordinador de producción: Joan Parker
- Dirección de arte: Pete Angelus, Richard Seireeni
- Iluminación: Pete Angelus